# 志甫溥
志甫 溥（しほ ひろし、1935年（昭和10年）4月6日 - ）は、日本の実業家。TBS元会長。

## 経歴・人物
兵庫県宝塚市出身。1958年（昭和33年）に東京大学教養学部を卒業後、ラジオ東京に入社した。報道番組のインタビューとドキュメンタリー制作や政治取材に長く携わり、1990年に取締役に選任され、常務等を経て、1996年に若い砂原幸雄社長を支えるために会長に就任した。2001年に相談役に退く。
ほかに毎日新聞社監査役、新潟放送取締役、東京エレクトロン監査役なども歴任した。